# Marco Colonna
Marco Colonna (* 21. Dezember 1978) ist ein italienischer Jazz- und Improvisationsmusiker (Holzblasinstrumente, Komposition).

## Leben und Wirken
Colonna, der aus Rom stammt, hatte ab dem achten Lebensjahr Unterrichte in klassischem Klarinettenspiel, ab 1995 außerdem Jazz-Tenorsaxophon bei Piero Quarta und ab 1996 Baritonsaxophon und Orchesterspiel bei Gaetano Zocconali. Außerdem besuchte er Workshops und seminare im Rahmen des Festivals Siena Jazz von Claudio Fasoli, Stefano Zenni und Mario Raja. 1997 trat er beim Festival Rumori Mediterranei in Roccella Ionica mit dem Orchester Progetti di improvvisazione collettiva, dall'informale alla forma  unter Leitung von Cvon io Lugo und mit Or che Strana unter Leitung von Nicola Pisani auf. Es folgte die Zusammenarbeit mit dem Orchestra Laboratorio di Siena Jazz, dem Perkussionisten Massimo Carrano und dem Gitarristen Lutte Berg, dem Ensemble O.S.M. von Gaetano Zoccolani und dem Pachamama Ensemble. 2001 trat er auf dem Festival Rumori Mediterranei mit der Formation Fucina Fusion und arbeitete in Workshops mit Egberto Gismonti und Louis Sclavis. 2003 war er Mitglied des Orchesters Butch Morris; 2004 komponierte er für das Tanzensemble Tetrays. In dieser Zeit war er Mitbegründer des Improvisationsensembles I.E.M. (Improvising Experimental Machine) und organisierte Veranstaltungen von improvisierter Musik im Kulturzentrum Rialto Sant'Ambrogio in Rom; außerdem arbeitete er mit Enzo Rocco und Antonello Salis, ferner als Theatermusiker und -Komponist sowie als Solist. Im Laufe seiner Karriere arbeitete er u. a. mit dem Oud-Spieler Evaggelos Merkouris, Stefano Tesei (La Gatta Nel Sacco 2007), Giovanni Maier, Zlatko Kaucic, Fabio Sartori, Cristiano Calcagnile und Agustí Fernández. 2010 spielte er das Album Domino's Tales (Slam) ein, das im Trio mit Francesco Lo Cascio (Vibraphon/Perkussion) und Lillo Quaratino (Bass) entstand.

## Diskographische Hinweise
- Fabio Sartori, Marco Colonna, Cristiano Calcagnile: (In)Obediens (Rudi Records, 2014)
- Marco Colonna, Agusti Fernandez: Desmadre (Fonterossa Records, 2014)
- Marco Colonna / Giovanni Maier / Zlatko Kaucic: Impressioni Astratte (Bandcamp, 2016)[3]
- Marco Colonna / Edoardo Marraffa / Fabrizio Spera / Marco Zanotti: Red Planet (Relative Pitch Records, 2023)
- Marco Colonna & Andrea Centra: Valle Aurelia (2024)
- Eight Decades (2025) solo